# Метлинский, Виктор Владимирович
Виктор Владимирович Метлинский (род. 3 июля 1989, Тирасполь, Молдавская ССР, СССР) — приднестровский и российский серийный убийца, совершивший, по версии следствия, не менее 7 убийств на территории городов Тирасполь и Москва в период с декабря 2011 по июль 2017 года. Свою вину в совершенных убийствах Виктор Метлинский полностью признал. Известен под прозвищами «Приднестровский маньяк» и «Тираспольский маньяк».

## Биография

### Детство и юность
Виктор Метлинский родился 3 июля 1989 года в Тирасполе (Молдавская ССР). Имел старшего брата Игоря. После распада СССР и окончания приднестровского конфликта Виктор и остальные члены его семьи стали гражданами Приднестровской Молдавской республики. Детство и юность Виктор провел в социально неблагополучной обстановке. Мать и отец Виктора придерживалась авторитарного стиля воспитания сына и проявляли агрессию по отношению к своим и чужим детям, по причине чего в начале 2000-х годов мать Виктора была вынуждена уволиться из одной школ Тирасполя, где она работала учителем. По версии следствия, сильное влияние на психоэмоциональное состояние Виктора оказало убийство, которое в 2001 году совершил его брат Игорь. Проиграв в карты одному из приятелей, Игорь на глазах Виктора задушил мальчика с помощью шарфа. Мать братьев Метлинских помогала сыновьям две недели прятать тело убитого мальчика. После того как Игорь и Виктор было разоблачены, Виктор Метлинский был освобожден от уголовной ответственности, а его 14-летний брат Игорь был подвергнут судебно-медицинской экспертизе, по результатам которой он был признан невменяемым. У него была диагностирована шизофрения, после чего он был направлен в психиатрическую клинику, где в последующие годы совершил несколько попыток самоубийства. После ареста и осуждения брата, психическое состояние Виктора сильно ухудшилось. В школьные годы Виктор Метлинский не испытывал интереса к учебному процессу, имел проблемы с коммуникабельностью и не пользовался популярностью среди других учеников. После окончания школы он женился. В браке супруга родила ему дочь, однако брак не задался, так как Метлинский демонстрировал агрессию по отношению к ней и систематически подвергал физическим нападкам. В 2011 году из-за частых ссор и конфликтов в семье супруга Виктора стала изменять ему. Узнав об этом, он начал демонстрировать признаки психического расстройства, испытывать ненависть по отношению к представительницам женского пола и вскоре совершил серию убийств.

### Убийства и изнасилования
В совершении убийств и изнасилований Виктор Метлинский продемонстрировал выраженный ему образ действия. В качестве жертв он выбирал  молодых девушек и пожилых женщин, которые в силу возраста и астенического телосложения не могли оказать ему сопротивления. Почти все убийства и изнасилования Метлинский совершил в районе Тирасполя под названием Кировский, где он сам и проживал. В ходе нападений он наносил своим жертвам множественные удары молотком по голове и в область жизненно-важных органов, после чего в некоторых случаях подвергал сексуальному насилию. Первое убийство Виктор Метлинский совершил в конце декабря 2011 года. Жертвой стала пожилая жительница Тирасполя, которая разместила объявление в газете «Маклер». Откликнувшись на объявление о аренде комнаты, Виктор пришел к ней в квартиру, расположенную на улице Юности, где, удостоверившись в отсутствии других жильцов, насмерть забил ее молотком. 19 февраля 2012 года Метлинский, действуя по той же схеме, откликнулся на объявление в газете о продаже дивана. Явившись в квартиру пожилой женщины, расположенную на улице Правды, он, как и во время совершения первого убийства, вытащил молоток и насмерть забил свою жертву. 

Из показаний Метлинского: 
Я в тот момент, вообще, ненавидел всех женщин, меня переклинивало!  Мне жена изменяла, я брался за что-то и шел просто мстить... Хотелось кого-то ударить молотком...Это оказалась бабушка. Постучался, она открыла, я вошел. Она отвернулась, я нанес ей удары по голове молотком, несколько ударов. Потом я быстро убежал. Мне противно стало от этого всего — запах крови... Тошнить стало.
5 июля 2012 года Метлинский откликнулся на объявление о продаже книг и явился в квартиру продавца, которая также оказалась пожилой женщиной. Удостоверившись в том, что женщина проживает в квартире одна, Метлинский совершил на нее нападение, в ходе которого нанес ей несколько ударов молотком по голове, однако жертва не потеряла сознание, вследствие чего Метлинский по какой-то причине ушел из квартиры, оставив ее в живых.  

Из показаний Метлинского: 
Позвонил, пришел, она мне стала показывать книги. Потом она повернулась, я ей нанес тоже...Мне хотелось отомстить. Я хотел добить ее молотком, но не стал этого делать. Она привстала и так смотрела на меня странно.
Женщина с открытой черепно-мозговой травмой была доставлена в республиканскую клиническую больницу, где ей была оказана помощь. На основе показаний выжившей жертвы был составлен фоторобот преступника, которому Виктор Метлинский хорошо соответствовал, однако он не попал в число подозреваемых, так как в совершении преступлений продемонстрировал предельную осторожность. Во всех преступных эпизодах он после совершения убийств ничего не похищал из квартир своих жертв. После совершения преступлений Метлинский возвращался домой к ребенку и жене, не вызывая у них никаких подозрений. В следующие дни после дат совершения убийств Метлинский находился на работе, не вызывая своим поведением никаких подозрений у коллег по работе. Так как убийства были лишены мотива и логики, правоохранительные органы подозревали, что убийства совершает человек, страдающий психическим расстройством, который ранее проходил курс лечения в психиатрической клинике, вследствие чего поиск подозреваемого сосредоточился среди лиц, состоящих на учете в психоневрологических диспансерах, однако Виктор Метлинский в эту категорию не попал. 
1 сентября 2013 года на территории песчаного карьера на окраине Тирасполя между селом Ближний Хутор и исправительной колонией «УИН-2» Метлинский совершил нападение на несовершеннолетнюю девушку по фамилии Выдрина Е.А., в ходе которого нанёс ей 6 ударов молотком по голове, после чего изнасиловал её, похитил фотоаппарат, плеер и мобильный телефон. В этом случая жертва снова осталась жива, и у следствия оказался в распоряжении биологический материал Метлинского. 

Сам преступник впоследствии так описывал свои действия во время совершения этого преступления: 
Шла молодая девушка, а я там ходил, ждал, что, может, кто-то будет мимо проходить. Я увидел вот эту девушку, она шла возе тюрьмы, пошел ей навстречу. И, когда она мимо проходила, мы поравнялись и я ее ударил один раз молотком по голове. Она испугалась, хотела убегать. Я догнал и сказал, что, если она будет слушаться меня, останется в живых. Мы спустились в карьер по насыпи. Я ей сказал, чтобы она раздевалась.
Следующее убийство Метлинский совершил в безлюдной местности возле железнодорожных путей 11 октября 2013 года. Его жертвой стала 19-летняя девушка, которую он убил 5 ударами молотка по голове. Находившуюся в бессознательном состоянии жертву Метлинский попытался изнасиловать, но из-за плохого самочувствия не смог совершить половой акт, после чего оставил ее умирать в заброшенном боксе и скрыл ее телом под слоем различного мусора. Труп убитой был обнаружен только лишь спустя 16 дней после совершения убийства. 

Из показаний Метлинского: 
Она подняться хотела, я ее за руку взял и потащил через железнодорожные пути к домику. И там, в домике, я начал раздевать ее. Попытался ее изнасиловать, но мне фигово становилось. Потом я ее там оставил, переместил ее в угол и накрыл каким-то хламом, мусором.
В марте 2014 года почти на том же самом месте возле железнодорожных путей Виктор Метлинский несколькими ударами молотка убил женщину, которая направлялась на железнодорожный вокзал. Как и в предыдущем случае, Метлинский попытался изнасиловать свою жертву, но из-за плохого самочувствия и вида ее крови, он сбросил тело жертвы в коллектор, где оставил женщину умирать, после чего скрылся. Труп убитой был найден 2 апреля того же года.   
7 июня 2014 года около 11 часов дня преступник, по версии следствия, совершил последнее преступление на территории Тирасполя. На территории песчаного карьера Виктор встретил девушку, которая шла в город со стороны исправительной колонии «УИН-2». В районе предприятия «Энергоресурс» он совершил нападение на девушку. Метлинский пытался ударить ее молотком по голове, но жертва неожиданно оказала ему яростное сопротивление. Она сумела блокировать его удар и выбить молоток из рук, после чего он попытался похитить её сумочку, однако в конечном итоге из-за оказанного ему сопротивления со стороны жертвы и боязни появления свидетелей преступления Метлинский не смог довести преступный умысел до конца и сбежал с места преступления.

Из свидетельств Виктора Метлинского: 
Я выхватил молоток, набросился на нее, но она резко выбила молоток из рук. Она стала кричать: «Помогите! Помогите!» Я испугался, все бросил и убежал.
На основе показаний жертвы нападения был составлен уже третий фоторобот преступника, схожий с двумя и первыми, всем из которым хорошо соответствовал Виктор Метлинский. В этот период он попал под внимание правоохранительных органов и был задержан. После задержания он был сфотографирован и у него был взят образец крови, однако никаких обвинений ему не было предъявлено, вследствие чего Метлинский оказался на свободе. Однако, он почувствовал угрозу разоблачения, после чего покинул территорию Приднестровья и переехал в Россию. Осенью 2014 года, после того как была доказана причастность Метлинского к совершению убийств и изнасилований он объявлен в розыск. Оказавшись в Москве, Метлинский некоторое время вел бродяжнический образ жизни, после чего ему удалось найти жилье и работу. В июле 2017 года  в районе железнодорожной станции «Москва-Товарная» на территории Москвы, Метлинский по версии следствия совершил последнее убийство. Жертвой убийства стал молодой человек, который, согласно признательным показаниям Метлинского, являлся представителем нетрадиционной сексуальной ориентации. Метлинский утверждал, что молодой человек предложил ему заняться сексом за материальное вознаграждение, после чего он впал в ярость и, пребывая в гневе, убил его несколькими ударами арматуры по голове. 

Из показаний Виктора Метлинского: 
Время вышло у него, электрички перестали ходить. Он говорит: «Идём в магазин, возьмём что-то, перекусим». Мы взяли шаурму, коньяка он взял большую бутылку, стаканчики, сок. Потом начал рассказывать, что он бисексуал, что я ему понравился, что ничего в этом такого нет, что это всё останется между нами, что он мне ещё денег заплатит. У меня всё закипело. Я посмотрел вправо-влево. Смотрю, там железки. Я взял одну, к нему подошёл и со всей силы по голове его ударил. Потом ещё раз ударил, ещё.

### Арест и следствие
Виктор Метлинский был арестован 19 октября 2019 года на территории Москвы по обвинению в краже велосипеда на Ленинском проспекте. По словам Главы МВД Приднестровья Руслана Мовы, арест Метлинского стал следствием слаженной работы московских и приднестровских оперативников, которые, проводя ряд оперативно-розыскных мероприятий, таких как слежка за родственниками и знакомыми Метлинского, проживающими в Тирасполе, проверка их переписок в социальных сетях и детализации телефонных звонков, установили  местожительство Виктора Метлинского в Москве и номер его мобильного телефона, после чего передали эти данные коллегам из уголовного розыска Москвы. После ареста и установления его личности, Метлинский подвергся допросу, во время которого заявил, что, проживая в Тирасполе, он с 2011 по 2014 год совершил убийства 6 женщин, мотивируя свои действия ненавистью к ним, а также сознался в причастности к убийству молодого человека в июле 2017 года на территории Москвы. Он утверждал, что во время совершения убийств испытывал страх, небывалый всплеск адреналина в крови, а убив человека, ощущал упадок сил и снятие нервно-психического напряжения. На допросе Метлинский заявил, что на выбор им орудия убийств повлиял просмотр фильма о серийном убийце Владимире Ионесяне по прозвищу «Мосгаз», орудовавшем в Москве и Иванове с 1963 по 1964 год. Согласно признательным показаниям Метлинского, изначально он хотел подражать Ионесяну, убивая своих жертв топором, но впоследствии передумал и решил убивать своих жертв с помощью молотка.
Через несколько дней после ареста Метлинского, произошла встреча между представителями МВД России и МВД Приднестровской Молдавской республики, на которой была выработана стратегия его судебного преследования. В конечном итоге было принято решение провести первый судебный процесс на территории Москвы  по обвинению Метлинского в совершении убийства парня в 2017 году, после чего  экстрадировать преступника в Тирасполь. 
После ареста Виктор Метлинский находился в Бутырской тюрьме, где в начале 2019 года совершил попытку самоубийства. По неподтвержденной информации, после этого Метлинский впал в состояние реактивного психоза. Таким образом, его могли признать невменяемым, освободить от уголовной ответственности и направить на принудительное лечение, но так или иначе, после апреля 2019 года достоверных сведений о судьбе Метлинского нет.

## В массовой культуре
- Документальный фильм телеканала «ТСВ» «Кровавый след Виктора Метлинского» (2019)